# Akira Toriyama
Akira Toriyama (em japonês: 鳥山 明; romaniz.: Toriyama Akira;  Kiyosu, 5 de abril de 1955 – Tóquio, 1 de março de 2024) foi um quadrinista japonês, conhecido por ser o criador de séries como Dragon Ball e Dr. Slump. Toriyama é considerado um dos autores que mudou a história dos mangas ao lado de Osamu Tezuka e Rumiko Takahashi, pois as suas obras são altamente influentes e populares, principalmente Dragon Ball, que muitos artistas de manga citam como fonte de inspiração.
Passou a ser considerado um dos autores mais influentes e importantes na história do mangá, escrevendo séries altamente influentes e populares, particularmente Dragon Ball. Toriyama alcançou o reconhecimento popular pela primeira vez ao criar a série de manga Dr. Slump, pelo qual ganhou o Prémio de Manga Shogakukan de 1981 de melhor shōnen/shōjo. Dr. Slump vendeu mais de 35 milhões de cópias no Japão. O manga foi adaptada para um anime, com uma segunda série criada em 1997, 13 anos após o fim dele.
De 1984 a 1995, escreveu e ilustrou o manga Dragon Ball, serializado na Weekly Shōnen Jump. Tornou-se uma das séries de manga mais vendidas de todos os tempos, com 260 milhões de cópias vendidas em todo o mundo, e é considerado por impulsionar a popularidade do anime em meados da década de 1980 e meados da década de 1990. Fora do Japão, as adaptações do anime de Dragon Ball fizeram mais sucesso do que a manga e, da mesma forma, impulsionaram a popularidade do anime no Ocidente. Além dos seus trabalhos de mangá, Toriyama desempenhou as funções de designer de personagens para vários videojogos, como a série Dragon Quest, Chrono Trigger e Blue Dragon.
Em 2019, Toriyama foi condecorado como Chevalier da Ordre des Arts et des Lettres francesa pelas suas contribuições para as artes. Em outubro de 2024, Toriyama foi introduzido postumamente no Hall of Fame dos Prêmios Harvey.

## Biografia

### Adolescência
Akira Toriyama nasceu na cidade de Kiyosu, Prefeitura de Aichi, Japão. Tinha uma irmã mais nova. Toriyama desenhava desde jovem, sobretudo animais e veículos de que gostava. Relatou ter ficado impressionado depois de ter assistido a 101 Dálmatas (1961) e mostrou interesse pelo mundo da ilustração desejando fazer desenhos tão bons. Voltou a ficar admirado na escola primária quando viu a coleção de manga do irmão mais velho de um colega de turma, e novamente quando viu um aparelho televisivo pela primeira vez na casa de um vizinho. Citou Astro Boy (1952–1968) de Osamu Tezuka como a fonte original do seu interesse por manga. Toriyama recordou que quando andava na escola primária todos os seus colegas faziam desenho como animes e mangas, por não terem muitas formas de entretenimento. Convenceu-se que desenhava melhor do que todos os outros quando começou a desenhar os seus amigos. Apesar de estar envolvido com manga na escola primária, Toriyama disse que fez uma pausa no liceu, provavelmente porque se interessou mais por filmes e programas de TV. Quando questionado se teve alguma experiência formativa com o entretenimento tokusatsu, Toriyama disse que gostou do programa de TV Ultraman e da série Gamera de filmes kaiju.
Para Toriyama era "óbvio" que iria para uma escola focada no design criativo, mas admitiu que estava mais interessado em divertir-se com os amigos. Embora ainda não lesse muitos mangas, ele próprio desenhava um de vez em quando. Apesar da forte oposição dos seus pais, Toriyama estava confiante em entrar no mercado de trabalho após a licenciatura, em vez de continuar os seus estudos. Trabalhou numa agência de publicidade em Nagoya a criar cartazes durante três anos. Embora Toriyama tenha dito que se adaptou ao trabalho rapidamente, admitiu que se atrasava frequentemente porque não era uma "pessoa da manhã" e era repreendido por se vestir casualmente. Revoltado com a rotina, ficou enjoado do ambiente e desistiu.
Edição Kanzenban do Dr. Slump, publicado por Shueisha. Depois de deixar o seu emprego aos 23 anos e de pedir dinheiro à mãe enquanto estava desempregado, Toriyama entrou na indústria da manga enviando um trabalho para um concurso amador na Weekly Shōnen Magazine da Kodansha, que tinha escolhido aleatoriamente numa cafetaria.
Akira iniciou sua carreira em 1978 com a história Wonder Island publicada na Weekly Shonen Jump, depois fez outros mangas: Highlight Island, seguido por Tomato Girl Detective.

### Primeiros trabalhos eDr. Slump(1978–1983)

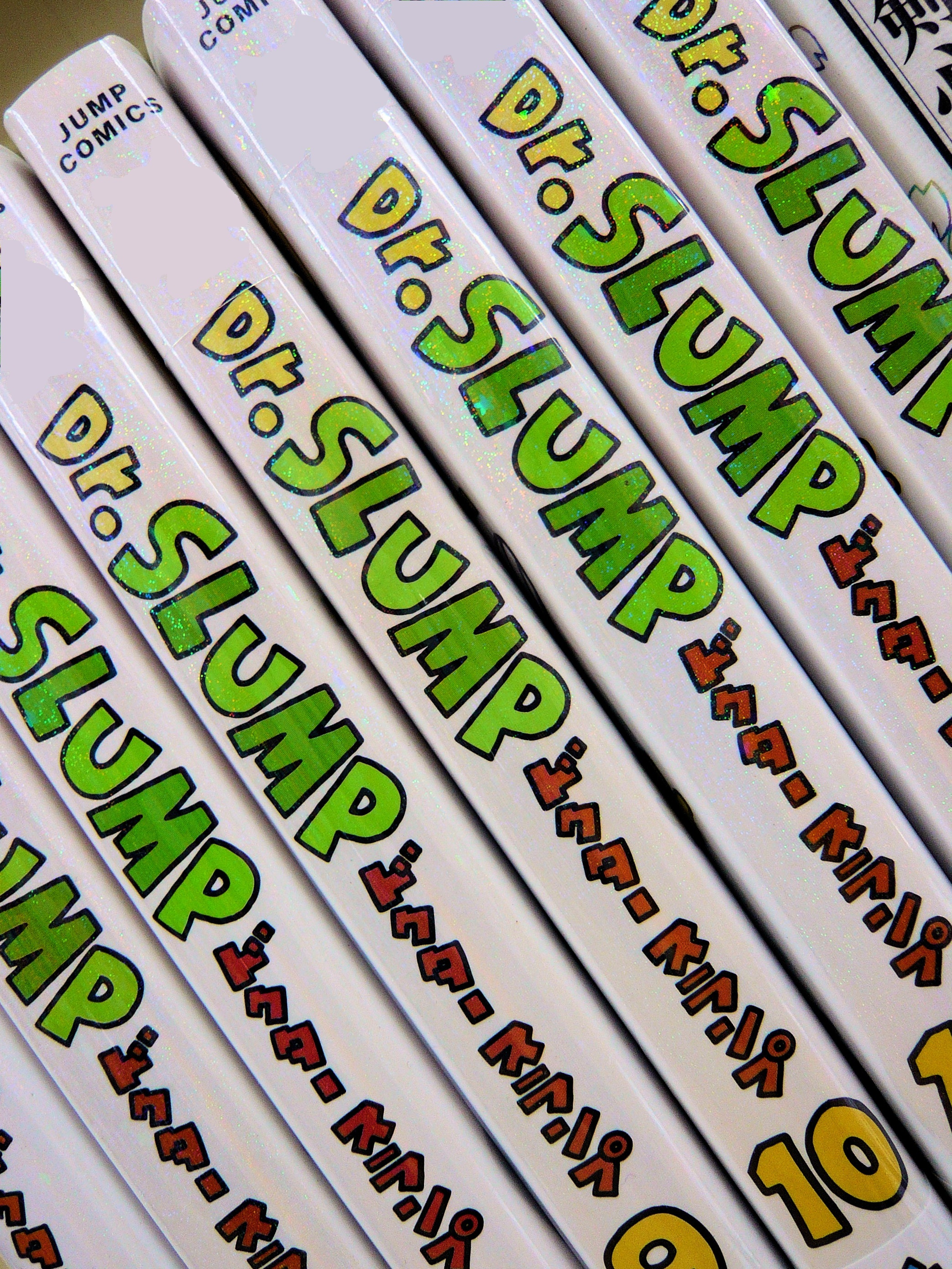
Edição Kanzenban do Dr. Slump, publicado por Shueisha

Depois de deixar o seu emprego aos 23 anos e de pedir dinheiro à mãe enquanto estava desempregado, Toriyama entrou na indústria da manga enviando um trabalho para um concurso amador na Weekly Shōnen Magazine da Kodansha, que tinha escolhido aleatoriamente numa cafetaria. O timing não coincidiu com o concurso, mas outra revista de manga, Weekly Shōnen Jump, aceitava inscrições para o Prémio Revelação todos os meses. Kazuhiko Torishima, que viria a ser o seu editor, leu e gostou da manga de Toriyama, mas este não era elegível para competir porque era uma paródia de Star Wars em vez de uma obra original. Torishima enviou um telegrama ao artista e encorajou-o a continuar a desenhar e a enviar manga. Isto resultou em Wonder Island, que se tornou o primeiro trabalho publicado de Toriyama quando apareceu na Weekly Shōnen Jump em 1978. Ficou em último lugar na pesquisa dos leitores. Toriyama disse mais tarde que tinha planeado abandonar a manga depois de ser pago, mas como Wonder Island 2 (1978) também foi um "flop", a sua teimosia não o deixou desistir e continuou a desenhar histórias falhadas durante um ano; reivindicando cerca de 500 páginas, incluindo o publicado Today's Highlight Island (1979). Disse que aprendeu muito durante este ano e até se divertiu um pouco. Quando Torishima lhe disse para desenhar uma personagem feminina principal, Toriyama criou hesitantemente Tomato the Cutesy Gumshoe em 1979, que teve algum sucesso. Sentindo-se encorajado, decidiu desenhar outra protagonista feminina e criou Dr. Slump.
Dr. Slump, que foi serializado na Weekly Shōnen Jump de 1980 a 1984, foi um grande sucesso e fez de Toriyama um nome conhecido. Segue as aventuras de um professor pervertido e do seu pequeno mas super forte robô Arale. Em 1981, o Dr. Slump valeu a Toriyama o Shogakukan Manga Award para a melhor série de shōnen ou mangá shōjo do ano. Uma adaptação para anime começou a ser exibida no mesmo ano, no horário nobre das quartas-feiras, às 19h00, na Fuji TV. Adaptações da obra de Toriyama ocupariam este intervalo de tempo continuamente durante 18 anos — através do Dr. Slump, Dragon Ball e as suas duas sequelas, e finalmente um reboot de Dr. Slump concluido em 1999. Em 2008, o Dr. Slump vendeu mais de 35 milhões de cópias no Japão.
Apesar de o Dr. Slump ser popular, Toriyama queria terminar a série cerca de seis meses após a ter criado, mas a editora Shueisha só lhe permitiu fazê-lo se ele concordasse em começar outra série para eles logo a seguir. Depois trabalhou com Torishima em vários one-shots para a Weekly Shōnen Jump e a mensal Fresh Jump. Em 1981, Toriyama foi um dos dez artistas selecionados para criar uma obra de 45 páginas para o concurso Escolha do Leitor da Weekly Shōnen Jump. A sua manga Pola & Roid ficou em primeiro lugar. Toriyama foi seleccionado para participar novamente no concurso em 1982 e enviou Mad Matic. O seu one-shot Pink foi publicado na edição de Dezembro da Fresh Jump. Selecionado para participar no concurso Escolha do Leitor da Weekly Shōnen Jump pela terceira vez, Toriyama teve o azar de ficar em primeiro lugar e teve de trabalhar durante o Ano Novo em Chobit de 1983. Irritado por não ter sido popular, decidiu tentar novamente e criou Chobit 2 (1983).
Um clube de fãs oficial de Toriyama, Akira Toriyama Hozonkai (鳥山明保存会; "Akira Toriyama Preservation Society"), foi criado em 1982. Os seus boletins informativos chamavam-se Bird Land Press e eram enviados aos membros até o clube fechar em 1987. Toriyama fundou o Bird Studio no início da década de 1980, que é um trocadilho com o seu nome; "tori" (鳥) que significa "ave". Então contratou um assistente, principalmente para trabalhar em cenários.

### Dragon Balle o sucesso internacional (1983–1997)

Dragon Ball logo

Torishima sugeriu que, como Toriyama gostava de filmes de kung fu, deveria criar um manga de kung fu shōnen. Isto levou à manga de duas partes Dragon Boy, publicada nas edições de Agosto e Outubro de 1983 da Fresh Jump. A história é sobre um rapaz, adepto de artes marciais, que acompanha uma princesa numa viagem de regresso ao seu país natal. Dragon Boy foi bem recebido e evoluiu para se tornar a série Dragon Ball em 1984. Mas antes disso, A Aventura de Tongpoo foi publicado na Weekly Shōnen Jump'52ª edição de 1983 e continha também elementos que seriam incluídos em Dragon Ball.
Publicado em série na Weekly Shōnen Jump de 1984 a 1995 e tendo vendido 159,5 milhões de cópias de tankōbon só no Japão, Dragon Ball é uma das séries de manga mais vendidas de sempre. Começou por ser um manga de aventura/piada, mas depois transformou-se numa série de luta de artes marciais, considerada por muitos como a "manga shōnen mais influente". Dragon Ball foi uma das principais razões para a circulação da revista atingir o recorde de 6,53 milhões de exemplares (1995). No final da série, Toriyama disse que pediu a todos os envolvidos que o deixassem terminar a manga, para que pudesse "dar novos passos na vida". Durante este período de quase 11 anos, produziu 519 capítulos que foram reunidos em 42 volumes. Além disso, o sucesso da manga levou a cinco adaptações de anime, vários filmes de animação, inúmeros videojogos e mega-merchandise. Para além da sua popularidade no Japão, Dragon Ball também teve sucesso a nível internacional, incluindo a Ásia, Europa e Américas, com 300–350 milhões de cópias da manga vendidas em todo o mundo.
Enquanto Toriyama serializava Dragon Ball semanalmente, continuou a criar mangas one-shot ocasionais. Em 1986, O Sr. Ho foi publicado na 49ª edição da Weekly Shōnen Jump. No ano seguinte, foi publicado Young Master Ken'nosuke, que tinha um cenário jidaigeki japonês. Toriyama publicou dois one-shots da Weekly Shōnen Jump em 1988; The Elder e Little Mamejiro. Karamaru and the Perfect Day seguiram-se na edição nº 13 de 1989.

O elenco principal da série no final do anime Dragon Ball Z e do mangá Dragon Ball, Vegeta, Tenshinhan, Chaos, Yamcha, Krillin, Goku, Gohan, Piccolo, Tartaruga Genial, Kika, Bulma, Trunks do futuro etc.

Também durante a serialização de Dragon Ball, Torishima recrutou-o para trabalhar como designer de personagens para o videojogo RPG de 1986 Dragon Quest. O artista admitiu que foi chamado para este desafio sem sequer saber o que era um RPG e que isso tornou a sua agenda já ocupada ainda mais agitada, mas ficou feliz por ter participado depois de desfrutar do jogo finalizado. Toriyama continuou a trabalhar em cada edição da série Dragon Quest até à sua morte. Atuou também como designer de personagens para o RPG da Super Famicom Chrono Trigger (1995) e para os jogos de luta Tobal No. 1 (1996) e Tobal 2 (1997) para a PlayStation.
O filme do festival de 23 de setembro de 1988 Kosuke & Rikimaru: O Dragão da Ilha Konpei foi um projecto em que primeira vez Toriyama fez contribuições substanciais para uma animação. Teve a ideia original da história, coescreveu o argumento com o realizador Toyoo Ashida e desenhou as personagens. Foi exibido no Jump Anime Carnival, realizado para celebrar o 20º aniversário do Weekly Shōnen Jump.

### Curtas metragens e outros projetos (1996–2011)
Uma terceira adaptação anime baseada em Dragon Ball, intitulada Dragon Ball GT, começou a ser exibida em 1996, embora não tenha sido diretamente baseada na manga de Toriyama. Esteve envolvido em alguns elementos abrangentes, incluindo o nome da série e os designs do elenco principal. Toriyama continuou a desenhar manga durante este período, predominantemente one-shots e peças curtas (100–200 páginas), incluindo Cowa! (1997–1998), Kajika (1998) e Sand Land (2000). A 6 de Dezembro de 2002, Toriyama fez a sua única aparição promocional nos Estados Unidos no lançamento da versão norte-americana da Weekly Shōnen Jump, Shonen Jump, na Cidade de Nova Iorque. Dragon Ball e Sand Land de Toriyama foram publicados na revista na primeira edição, que também incluiu uma entrevista detalhada com ele. Toriyama escreveu também uma curta autoparódia de Dragon Ball intitulada Neko Majin, sob a forma de oito one-shots lançados esporadicamente de 1999 a 2005. Os oito capítulos foram reunidos num único volume e publicados em Abril de 2005.
A 27 de março de 2005, a CQ Motors começou a vender um carro elétrico desenhado por Toriyama. O QVOLT de um passageiro faz parte da série Choro-Q de pequenos carros elétricos da empresa, tendo sido produzidas apenas 9 unidades. Custou 1.990.000 ienes (cerca de US$ 19.000), atingiu uma velocidade máxima de 30 km/h (19 mph) e esteve disponível em cinco cores. Toriyama afirmou que o carro levou mais de um ano para ser projetado, "mas devido às minhas habilidades geniais de construção de minimodelos, finalmente cheguei ao fim do que foi uma jornada muito emocionante".
Trabalhou num one-shot de 2006 chamado Cross Epoch, em cooperação com o criador de One Piece Eiichiro Oda. A história é um curto crossover que apresenta personagens de Dragon Ball e One Piece. Toriyama foi o designer de personagens e artista do RPG exclusivo para Mistwalker Xbox 360 de 2006 Blue Dragon, trabalhando com Hironobu Sakaguchi e Nobuo Uematsu, ambos com quem já tinha trabalhado em Chrono Trigger. Na altura, Toriyama sentiu que o anime Blue Dragon de 2007 poderia ser o seu último trabalho em animação.
Em 2008, colaborou com Masakazu Katsura, o seu bom amigo e criador de I"s e Zetman, para o one-shot Jump SQ Sachie-chan Good!!. Mais tarde, foi publicado na América do Norte no anuário gratuito SJ Alpha Yearbook 2013, que foi enviado aos assinantes anuais da revista digital de mangá Shonen Jump Alpha em Dezembro de 2012. Os dois voltaram a trabalhar juntos em 2009, para o one-shot de três capítulos Jiya na Weekly Young Jump.
Toriyama foi contratado pela 20th Century Fox como consultor criativo em Dragonball Evolution, uma adaptação cinematográfica americana live-action de Dragon Ball. O filme foi lançado em 2009 e falhou tanto de crítica como de bilheteira. Mais tarde, em 2013, Toriyama declarou que sentia que o argumento não "captava o mundo ou as características" da sua série e era "insípido" e nada interessante, pelo que os alertou e deu sugestões de alterações. Mas os produtores de Hollywood não deram ouvidos ao seu conselho: "E, como eu pensava, o resultado foi um filme a que não posso chamar Dragon Ball." Avex Trax encomendou a Toriyama um retrato da cantora pop Ayumi Hamasaki, e foi impresso no CD do seu single de 2009 "Rule", que foi utilizado como música tema do filme.
Toriyama desenhou um manga de 2009 intitulado Delicious Island's Mr. U para o Projeto Sociedade Rural de Anjō, uma organização ambiental sem fins lucrativos que ensina a importância da agricultura e da natureza às crianças pequenas. Originalmente, pediram-lhe para fazer as ilustrações para um panfleto, mas Toriyama gostou do projeto e decidiu expandi-lo para uma história. Está incluído num opúsculo sobre consciencialização ambiental que é distribuído pelo governo da cidade de Anjo. No âmbito do projecto "Top of the Super Legend" da Weekly Shōnen Jump', uma série de seis one-shots de famosos artistas da Jump, Toriyama criou Kintoki para a sua edição de 15 de Novembro de 2010. Colaborou com a Weekly Shōnen Jump para criar um vídeo para sensibilizar e dar apoio aos afetados pelo Sismo e tsunâmi de Tohoku em 2011 a 11 de março de 2011.

### Regresso aDragon Ball(2012–2024)
Em 2012, foi anunciado que Dragon Ball Z: Battle of Gods estava em desenvolvimento, com Toriyama envolvido na sua criação. O filme marcou o primeiro filme da série para o cinema em 17 anos, e a primeira vez que Toriyama se envolveu num filme ainda na fase argumentativa. O filme estreou a 30 de março de 2013. Um "duplo bilhete" especial que podia ser usado para ver tanto Battle of Gods como One Piece Film: Z foi criado com novas artes de Toriyama e Eiichiro Oda.
A 27 de março de 2013, a exposição "Akira Toriyama: O Mundo de Dragon Ball" foi inaugurada na loja de departamentos Takashimaya em Nihonbashi, atraindo 72.000 visitantes nos primeiros dezanove dias. A exposição foi dividida em sete áreas. A primeira forneceu uma visão da história da série, a segunda mostra mais de 400 personagens da série, a terceira exibiu as mangas de Toriyama de cenas memoráveis, a quarta mostrou ilustrações coloridas especiais, a quinta exibiu materiais raros relacionados com Dragon Ball, a sexta incluiu esboços de design e animações cel do anime, e o sétimo exibiu vídeos relacionados com Dragon Ball. Ficou lá até 15 de abril, quando se mudou para Osaka de 17 a 23 de abril, e terminou em Nagoya, cidade natal de Toriyama, de 27 de julho a 1 de setembro.
Para celebrar o 45º aniversário da Weekly Shōnen Jump, Toriyama lançou uma nova série de manga na edição de 13 de julho de 2013 intitulada Jaco the Galactic Patrolman. A Viz Media começou a serializá-lo em inglês na sua revista digital Weekly Shonen Jump, começando apenas dois dias depois. O capítulo final revela que a história se passa antes dos acontecimentos de Dragon Ball e apresenta algumas das suas personagens. Este viria a ser o último manga que Toriyama escreveu e ilustrou.
O filme que sucedeu a Battle of Gods, Resurrection 'F', lançado a 18 de abril de 2015, apresenta ainda mais contributos de Toriyama, que escreveu pessoalmente o argumento original. Toriyama forneceu o esboço básico da história e alguns designs de personagens para Dragon Ball Super, cuja serialização começou em V Jump em junho de 2015, com uma versão anime em julho. Embora o anime tenha terminado em 2018, continuou a fornecer ideias de história para a manga enquanto Toyotarou a ilustrava. Dragon Ball Super: Broly, lançado nos cinemas a 14 de dezembro de 2018, e Dragon Ball Super: Super Hero, lançado a 11 de junho de 2022, deram continuidade ao profundo envolvimento de Toriyama com os filmes, sendo este último o seu último trabalho completo na franquia Dragon Ball.
Em janeiro de 2024, um logótipo que Toriyama desenhou para celebrar o 20º aniversário da sua cidade natal, Kiyosu foi revelado. Toriyama criou um novo arco de história para a adaptação de 2024 animação original em rede da sua manga Sand Land. Criou também a história e os designs das personagens para a próxima série de anime Dragon Ball Daima. A contribuição final de Toriyama para Dragon Ball foi orientar Toyotarou para redesenhar o final do capítulo 103 de Dragon Ball Super, de modo a que um Piccolo que estava a sair parecesse acenar de volta para o leitor. Uma breve homenagem foi incluída na parte inferior da página quando foi publicada a 28 de março de 2024.
A 11 de outubro de 2024, o Harvey Awards anunciou que Toriyama foi um dos cinco criadores de banda desenhada a serem introduzidos no Harvey Awards Hall of Fame na 36ª cerimónia anual dos Harvey Awards, no dia 18 de outubro, na New York Comic Con. Creditando o reconhecimento de Toriyama, a Bird Studio Co., Ltd. e a Capsule Corporation Tokyo emitiram um comunicado dizendo: "Estamos muito honrados por receber a notícia de que Akira Toriyama foi selecionado para o prestigiado Harvey Award Hall of Fame. Como criador, ele sempre disse que o seu trabalho fala por si. Estamos especialmente gratos aos fãs americanos pelo seu entusiasmo de longa data e apoio dedicado. Esperamos que continuem a apoiar o vosso trabalho durante muitos anos, à medida que continuamos a desenvolver e a expandir as vossas obras-primas."

### Vida pessoal
Toriyama casou com Yoshimi Katō a 2 de maio de 1982. É uma ex-artista de manga de Nagoya sob o pseudónimo de Nachi Mikami, e ocasionalmente ajudou Toriyama e o seu assistente no Dr. Slump quando estavam com pouco tempo. Tiveram dois filhos: um filho chamado Sasuke (nascido em 1987) e uma filha chamada Kikka (nascida em 1990). Toriyama vivia no seu estúdio em casa em Kiyosu. Era um recluso conhecido, que evitava aparecer em público ou nos meios de comunicação social. Como extensão da sua timidez, Toriyama usou um avatar chamado "Tori-Bot" desde 1980 para se representar em mangas e entrevistas.
Toriyama tinha uma paixão por carros e motas, algo que herdou do pai, que costumava correr de mota e geriu uma oficina de automóveis durante um breve período, embora ele próprio não percebesse de mecânica. Era um amante de animais e tinha pássaros, cães, gatos, peixes, lagartos e insetos como animais de estimação desde a infância. Toriyama tinha uma paixão de longa data por modelos de plástico, e desenhou vários para a marca Fine Molds. Também colecionava autógrafos de artistas de manga famosos, tendo mais de 30, incluindo Yudetamago e Hisashi Eguchi, um passatempo que deu à personagem Peasuke Soramame.

### Morte
A 1 de março de 2024, Toriyama morreu de um hematoma subdural agudo, aos 68 anos. Foi realizado um funeral em privado com a presença apenas da sua família. O seu falecimento foi anunciado pela sua produtora Bird Studio uma semana depois, a 8 de março. De acordo com fontes próximas de Toriyama, este planeava ser submetido a uma cirurgia para remover um tumor cerebral em fevereiro de 2024. A notícia da sua morte causou uma onda de pesar entre os admiradores das suas obras, que recorreram às redes sociais para expressar as suas condolências e celebrar o seu legado. No Twitter, os trend topics de Akira Toriyama e Dragon Ball superaram o discurso do Estado da União do Presidente dos Estados Unidos Joe Biden, que foi realizado ao mesmo tempo em que a notícia da morte de Toriyama foi anunciada. As homenagens ao artista foram feitas pelo criador de One Piece Eiichiro Oda, criador de Naruto Masashi Kishimoto, criador de Bleach Tite Kubo, criador de My Hero Academia Kōhei Horikoshi, Yu Yu Hakusho  e criador de Hunter × Hunter  Yoshihiro Togashi, criador de Video Girl Ai Masakazu Katsura, e designer de videojogos Yuji Horii, que trabalhou com Toriyama em Dragon Quest e Chrono Trigger. Em Tóquio, os fãs lamentaram publicamente enquanto visitavam uma estátua em tamanho real do protagonista de Dragon Ball Goku localizada no exterior da sede da fabricante de brinquedos Bandai. O Secretário-Chefe do Gabinete do Japão Yoshimasa Hayashi atribuiu a Toriyama e ao seu trabalho o mérito de desempenharem um "papel extremamente importante na demonstração do poder suave do Japão" em todo o mundo.
O presidente francês Emmanuel Macron partilhou uma fotografia de uma ilustração autografada que Toriyama lhe ofereceu e prestou homenagem a ele e aos seus fãs nas redes sociais. O primeiro-ministro francês Gabriel Attal também prestou homenagem e lamentou que nem "as Bolas de cristal nem Shenron" tenham conseguido reanimá-lo. Os ministérios dos Negócios Estrangeiros da China e de El Salvador emitiram declarações de condolências pela morte de Toriyama. Justin Chatwin, que interpretou Goku no filme live-action Dragonball Evolution, pediu desculpa pela qualidade do filme publicando na sua história no Instagram, "desculpem por termos estragado tanto aquela adaptação". Vários dobradores mexicanos que dobraram as personagens de Dragon Ball em espanhol para a América Latina também lamentaram a morte de Toriyama nas redes sociais. Uma grande reunião foi realizada na Plaza de la Constitución na Cidade do México, onde centenas de fãs fizeram o movimento de mão Genki-dama (braços para cima, palma virada para o zénite, reunindo energia) para homenagear o artista. Durante o 18º Prémio Seiun a 9 de março, foi realizado um momento de silêncio para Toriyama e a dobradora Tarako, que morreram a 4 de março, em reconhecimento pelas suas contribuições para a indústria do anime. A 10 de março, na Argentina, milhares de fãs reuniram-se no monumento Obelisco para recordar Toriyama. Em Lima, Peru, mais de 40 artistas liderados por "Peko" pintaram um mural em homenagem a Toriyama, que exibe personagens de Dragon Ball e o próprio Toriyama, com seis metros de altura e mais de 110 metros de comprimento.

## Estilo
Toriyama admirava Astro Boy de Osamu Tezuka e ficou impressionado com os 101 Dálmatas de Walt Disney, pela sua animação de alta qualidade. Era fã de filmes de artes marciais de Hong Kong, especialmente filmes de Bruce Lee como Enter the Dragon (1973) e filmes de Jackie Chan como Drunken Master (1978), que tiveram grande influência no seu trabalho posterior. Citou ainda os filmes de ficção científica Alien (1979) e Galaxy Quest (1999) como instrumentos de forte influência. Toriyama afirmou que foi influenciado pelo animador Toyoo Ashida e pela adaptação para anime da sua autoria Dragon Ball, de onde aprendeu que separar as cores em vez de as misturar tornando a arte mais limpa e as ilustrações mais fáceis de colorir.
Foram os efeitos sonoros de Toriyama em Mysterious Rain Jack que chamaram a atenção de Kazuhiko Torishima, que explicou serem normalmente escritos em katakana, mas Toriyama usou o alfabeto romano, que considerava mais intusiasmante. Torishima afirmou que Toriyama pretendia ser um artista de manga de humor porque as competições para as quais se inscreveu no início exigiam que as inscrições na categoria de humor tivessem apenas 15 páginas, em comparação com as inscrições de manga de história, que tinham de ter 31. Na sua opinião, Toriyama destacou-se pelo uso do preto e branco, utilizando áreas pretas por não ter tido dinheiro para comprar screentone quando começou a desenhar manga. Torishima escreveu Toriyama como um mestre da conveniência e "desleixado, mas no bom sentido". Por exemplo, em Dragon Ball, destruir cenários no ambiente e dar cabelos loiros aos Super Guerreiros foi feito para dar menos trabalho de desenho e arte-final. Torishima afirmou que Toriyama desenhava o que achava interessante e não se importava com o que os seus leitores pensavam, nem obteve grande inspiração de outras bandas desenhadas, pois optou por não reler trabalhos anteriores nem ler manga feita por outros artistas, prática que Torishima apoiava. Além disso, o livro A History of Modern Manga (2023) descreve Toriyama como "um perfeccionista de coração" que "não hesitava em redesenhar painéis inteiros sob o olhar atento do seu editor na Jump".
Dra. Slump é sobretudo uma série de comédia, repleta de paronomásias, humor vulgar e insinuações sexuais. Mas também continha muitos elementos de ficção científica: alienígenas, personagens antropomórficos, viagens no tempo e paródias de obras como Godzilla, Star Wars e Star Trek. Toriyama também incluiu muitas pessoas da vida real na série, como os seus assistentes, esposa e colegas (como Masakazu Katsura), mas mais notavelmente o seu editor Kazuhiko Torishima como o principal antagonista da série, Dr. Mashirito. Uma piada recorrente em Dr. Slump que utiliza fezes foi relatado como uma inspiração para o emoji de cocô.
Quando Dragon Ball teve início, foi vagamente baseado no clássico romance chinês Viagem ao Oeste, com Goku a ser Sun Wukong e Bulma como Tang Sanzang. Foi também inspirado em filmes de artes marciais de Hong Kong, particularmente os de Jackie Chan, e foi ambientado num mundo fictício baseado na Ásia, inspirando-se em várias culturas asiáticas, incluindo japonesa, chinesa, indiana, Ásia Central, árabe e cultura da indonésia. Toriyama continuou a usar o seu estilo cómico característico no início, mas ao longo da série isso foi-se alterando lentamente, ao transformar a série num "manga de puro combate" mais tarde. Toriyama não planeou antecipadamente o que iria acontecer na série, em vez disso optou por continuar a desenhar à medida que avançava. Isto, somado ao facto de simplesmente se esquecer de coisas que já tinha desenhado, fez com que se encontrasse em situações das quais ele próprio teve de se livrar.
Toriyama foi contratado para ilustrar as personagens e monstros do primeiro videojogo Dragon Quest (1986) para o diferenciar de outros RPG da época. Trabalhou em todas as edições da serie até morrer. Para cada jogo, Yuji Horii envia primeiro esboços das personagens com as suas informações de fundo para Toriyama, que depois os redesenha. Por fim, Horii aprova o trabalho finalizado. Toriyama explicou em 1995 que, para os videojogos, como os sprites são tão pequenos, desde que tenham uma característica distintiva para que as pessoas possam dizer qual é a personagem, ele podia fazer desenhos complexos sem se preocupar em ter de os reproduzir como normalmente faria nos mangas. Para além do desenho dos personagens e dos monstros, Toriyama também fazia o armazenamento físico dos jogos, nomeadamente em Dragon Quest VIII, para os desenhos dos barcos e dos navios. Em 2016, Toriyama revelou que, devido ao período e cenário estabelecidos da série, as suas opções artísticas eram limitadas, o que torna cada iteração mais difícil de projetar do que a anterior. A personagem Slime da série, que se tornou uma mascote da franquia, é considerada uma das figuras mais reconhecidas nos jogos.
O crítico de mangá Jason Thompson declarou que a arte de Toriyama era influente, dizendo que o seu "estilo extremamente pessoal e reconhecível" era uma razão para a popularidade de Dragon Ball. Salienta que o popular manga shōnen do final dos anos 80 e início dos anos 90 tinha heróis "viris", como Caçador Urbano e Punho da Estrela do Norte, enquanto Dragon Ball protagonizava o pequeno e cartoonesco Goku, dando assim início a uma tendência que Thompson diz que se mantém até hoje. O próprio Toriyama disse que foi contra a convenção normal de que as personagens mais fortes deveriam ser as maiores em termos de tamanho físico, projetando muitas das personagens mais poderosas da série com pequenas estaturas. Thompson concluiu a sua análise dizendo que apenas Akira Toriyama desenhava assim na altura e que Dragon Ball é "um manga de acção desenhado por um artista de manga de humor".James S. Yadao, autor de The Rough Guide to Manga, salienta que uma mudança artística ocorre na série, à medida que as personagens gradualmente "perdem o aspecto arredondado e inocente que Toriyama estabeleceu em Dr. Slump e ganham ângulos mais nítidos que saltam da página com a sua energia e intensidade".

## Legado e elogios
O papel do meu manga consiste em tornar-se uma obra de completo entretenimento. Atrevo-me a dizer que não me importo com mais nada, mesmo que [as minhas obras] não tenham deixado nada para trás, desde que tenham entretido os seus leitores.

 —Akira Toriyama, 2013
Patrick St. Michel, do The Japan Times, comparou Toriyama ao animador Walt Disney e ao criador da Marvel Comics Stan Lee, "Todos estes três indivíduos, incluindo Toriyama, tinham um estilo artístico pessoal que se tornou a abreviatura dos seus respectivos meios de comunicação." Falando sobre Dragon Ball, David Brothers da ComicsAlliance escreveu que: "Tal como Osamu Tezuka e Jack Kirby antes dele, Toriyama criou uma história com as suas próprias mãos que penetrou fundo no coração dos seus leitores, criando um amor tanto pelo elenco como pelo meio ao mesmo tempo." Thompson afirmou em 2011 que "Dragon Ball é de longe o manga shonen mais influente dos últimos 30 anos e, hoje, quase todos os artistas de Shōnen Jump o listam como um dos seus favoritos e inspiram-se nele de várias formas." Patrick W. Galbraith, professor associado da Escola de Comunicação Internacional da Universidade Senshu, disse de forma semelhante: "Pode-se sentir o ADN do trabalho de Toriyama em todos os lançamentos subsequentes do shonen." Considerado o grande mestre dos principais autores do gênero shonen, como Eiichiro Oda (One Piece), Hirohiko Araki (Jojo's Bizarre Adventure), Masashi Kishimoto (Naruto), Tite Kubo (Bleach) e Hiro Mashima (Rave Master, Fairy Tail), estes frequentemente expressam a sua admiração por Toriyama, até mesmo com pequenas referências nas suas obras.
Numa rara entrevista de 2013, comentando o sucesso global de Dragon Ball', Toriyama admitiu: "Francamente, não percebo muito bem porque é que isto aconteceu. Enquanto o manga estava a ser serializado, a única coisa que eu queria enquanto continuava a desenhar era fazer os rapazes japoneses felizes." Tinha afirmado anteriormente em 2010, "A verdade é que não gostava muito de ser um artista de manga. Só recentemente percebi que é um trabalho maravilhoso." Muitos artistas nomearam Toriyama e Dragon Ball como influências, incluindo o autor de One Piece Eiichiro Oda,< Criador de Naruto Masashi Kishimoto, Autor de Fairy Tail e Rave Hiro Mashima, Ilustrador de Boruto: Naruto Next Generations Mikio Ikemoto,Vénus Versus Vírus autor Atsushi Suzumi, O criador de Bleach Tite Kubo, o autor de Black Cat Kentaro Yabuki e Mr. Autor de Fullswing Shinya Suzuki. O artista de banda desenhada alemão Hans Steinbach foi fortemente influenciado por Toriyama, e o cartoonista tailandês Wisut Ponnimit citou Toriyama como um dos seus cartoonistas favoritos. St. Michel escreveu que o impacto que Toriyama e Dragon Ball tiveram vai para além de inspirar novos artistas, "influenciou o estilo do anime como um todo e revelou um novo potencial económico, à medida que a série de banda desenhada se transformou em anime, videojogos e produtos infinitos". Ian Jones-Quartey, produtor da série de animação americana Steven Universe, é fã de Dragon Ball e Dr. Slump, e utiliza os designs de veículos de Toriyama como referência para os seus próprios. Afirmou ainda que "somos todos grandes fãs de Toriyama em [Steven Universe], o que mostra um pouco um pouco." O realizador francês Pierre Perifel citou Toriyama e Dragon Ball como influências no seu filme da DreamWorks Animation The Bad Guys.
Em 2008, a Oricon realizou uma votação dos artistas de manga favoritos das pessoas, tendo Toriyama ficado em segundo lugar, apenas atrás do autor de Nana Ai Yazawa. Foi o número um entre os inquiridos do sexo masculino e entre os que tinham mais de 30 anos de idade. Realizaram uma sondagem sobre os Mangakas que mudaram a história da manga em 2010, sendo mangaka a palavra japonesa para um artista de manga. Toriyama ficou em segundo lugar, apenas atrás de Osamu Tezuka, devido às suas obras serem altamente influentes e populares em todo o mundo. Toriyama ganhou o Prémio Especial do 40º Aniversário do Festival no Angoulême International Comics Festival de 2013, em homenagem aos seus anos de carreira como cartoonista. Na verdade, recebeu o maior número de votos para o prémio Grand Prix de la ville d'Angoulême do festival nesse ano, embora o comité de seleção tenha escolhido Willem como vencedor. Numa sondagem da NTT Docomo de 2014 para o artista de manga que melhor representa o Japão, Toriyama ficou em terceiro lugar. No mesmo ano, o entomologista Enio B. Cano deu o nome de uma nova espécie de besouro, Ogyges toriyamai, em homenagem a Toriyama, e a outra, Ogyges mutenroshii, em homenagem à personagem de Dragon Ball Muten Roshi. Toriyama foi condecorado como Chevalier ou "Cavaleiro" da Ordre des Arts et des Lettres pelo governo francês a 30 de maio de 2019, pelas suas contribuições para as artes. Foi também nomeado em 2019 para entrar no Will Eisner Hall of Fame. Toriyama foi homenageado com um prémio pelo conjunto da sua obra no Tokyo Anime Awards Festival de 2024. Devido ao seu trabalho de design de videojogos, a IGN nomeou Toriyama como o número 74 na sua lista dos 100 Maiores Criadores de Jogos de Todos os Tempos.

## Produção

### Mangá
- Awawa World (1977, nunca publicado comercialmente, entretanto fora compilado nas edições 5 e 6 dos boletins BIRD LAND PRESS, destinados ao fã clube oficial Toriyama Akira Hozonkai - 鳥山明保存会).
- Mysterius Rain Jack (1978, nunca publicado comercialmente, entretanto fora compilado nas edições 3 e 4 dos boletins BIRD LAND PRESS, destinados ao fã clube oficial Toriyama Akira Hozonkai 鳥山明保存会).
- Wonder Island (1978-1979, 2 revistas simples)
- Today's Highlight Island (1979, 1 revista simples)
- Tomato (1979, 1 revista simples)
- Dr. Slump (1980-1985, 18 tankōbon, kanzenban)
- Escape (1981, 1 revista simples)
- Pola & Roid (1981, 1 revista simples)
- Hetappi (1982, 1 tankōbon, lição de desenho) - Co-autor: Akira Sakuma
- Pink (1982, 1 revista simples)
- Mad Matic (1982, 1 revista simples)
- Chobit (1983, 2 revistas simples, Não confundir com Chobits, desenhada por Clamp)
- Dragon Boy (1983, 2 revistas simples)
- Tongpoo (1983, 1 revistas simples)
- Toriyama Akira's Manga Theater Vol.1 (1983, 1 tankōbon)
- Dragon Ball (1984-1995, 42 tankōbon, depois redistribuído em 34 kanzenban edições especiais)
- Mr. Ho (1986, 1 revista simples)
- Lady Red (1987, 3 revista simples, mangá com temática adulta)
- Kennosuke (1987, 1 revista simples)
- Sonchoh (1987, 1 revista simples)
- Mamejiro (1988, 1 revista simples)
- Toriyama Akira's Manga Theater Vol.2 (1988, 1 tankōbon)
- Karamaru (1989, 1 revista simples)
- Wolf (mangá) (1990, 1 revista simples)
- Cashman Saving Soldier (1991, 3 revistas simples - 1998, 1 tankōbon)
- Dub & Peter 1 (1992, 4 revistas simples)
- Go! Go! Ackman (1993, 11 revistas simples)
- New Dr. Slump (1994, 3 tankōbon finos, nada relacionados com o anime de 1998)
- Chotto Kaettekita DR Slump (terceiro mangá)
- Tokimecha (1996, 1 revista simples)
- Alien X-Peke (1997, 1 revista simples)
- Bubul (1997, 1 revista simples)
- Toriyama Akira's Manga Theater Vol.3 (1997, 1 tankōbon)
- Cashman Saving Soldier/New Cashman Saving Soldier (1998, 1 tankōbon)
- Cowa! (1998, 1 tankōbon)
- Tahi Mahi (1998, 1 tankōbon)
- Kajika (1999, 1 tankōbon)
- Sand Land (2000, 1 tankōbon)
- Neko Majin (2000-2005, 5 revistas simples, 1 tankōbon/kanzenban)
- Kochikame (2006, 1 revista simples, omake)
- Cross Epoch (2006, 1 revista simples)
- Dr. Mashirito Abale-chan (2007)
- Sachie-Chan Guu! (2008, 1 revista simples) (em parceria com Masakazu Katsura)
- Biosphere 2030 (2009)
- Jiya (2010) (em parceria com Masakazu Katsura)
- Kintoki (15 de novembro de 2010, One-shot lançado na Weekly jump)
- Ginga Patrol Jako (Mangá Comic dezembro 2013 Revista V-Jump)
- Dragon Ball Minus (2014, 1 Tankōbon, Weekly Shōnen Jump)
- Dragon Ball Z (Filme 2015)
- Dragon Ball Super (Em publicação na revista V-Jump)

Todos esses mangás são obras originais de Akira Toriyama.

### Character designdejogos eletrônicos
- Jogos da série Dragon Quest
- Dragon Quest Monsters
- Chrono Trigger
- Tobal
- Blue Dragon
- OJogos da série Go Go Ackman que não tiveram lançamento oficial fora do Japão
- Dragon Quest VIII: Journey of the Cursed King

## Relação com Ayrton Senna
Akira Toriyama era um grande fã do piloto brasileiro Ayrton Senna. Um dia, os dois se conheceram e Toriyama fez um desenho da equipe McLaren com os personagens de Dragon Ball, sendo pessoas da equipe. São eles: Goku como Ayrton Senna, Gohan, Bulma, Kuririn e Mestre Kame.